# Bisceglie Rugby
Le Bisceglie Rugby est un club féminin de rugby à XV basé à Bisceglie, dans les Pouilles. Fondé en 2017, il évolue en deuxième division. Son emblème est une abeille.

## Histoire
Le club est fondé en 2017 en partenariat avec le club masculin des Draghi (Dragons) de la commune voisine de Trani. Séparés de 2 km, les deux clubs sont distincts mais engagés dans un projet commun, visant à permettre la pratique du rugby aux garçons comme aux filles de leur région (la densité de clubs dans le sud de l'Italie est bien moindre que dans le nord).
Les débuts du club se font sur le circuit national à sept. Le club engage son équipe première à XV pour la saison 2020-2021, mais celle-ci est annulée à cause de la pandémie de covid. L'équipe fait ses vrais débute en Serie A en 2021-2022. Elle termine 3e de sa poule avec 4 victoires et 4 défaites, ce qui ne lui permet pas de se maintenir dans la nouvelle formule du championnat.
En 2022-2023, Bisceglie participe donc à la première édition de la deuxième division féminine. Les Bees terminent 5e de leur poule avec seulement 2 victoires en 10 matchs.
Le club (ainsi que son voisin masculin des Draghi) est fortement engagé dans le tissu social local, avec notamment des interventions dans les centres de détention afin d'y faire pratiquer le rugby aux détenues.
La saison 2024-2025 voit le club engager pour la première fois des équipes U14 et U16. L'Argentin Andres Gramajo succède à Sean Hedley à la tête de l'équipe première. Au mois d'avril, la joueuse Fabiana Chiarappa, 32 ans, décède lors d'un accident de la route. Le club décide de déclarer forfait lors de la journée restante.

## Palmarès
| Saison    | Classement | Compétition | Pts | MJ | V | N | D | Phase finale   |
| --------- | ---------- | ----------- | --- | -- | - | - | - | -------------- |
| 2022-2023 | 5e poule 3 | Serie A     | 9   | 10 | 2 | 0 | 8 | non qualifiées |
| 2023-2024 | 5e poule 3 | Serie A     | 13  | 10 | 3 | 0 | 7 | non qualifiées |
| 2024-2025 | 5e poule 3 | Serie A     | -4  | 10 | 1 | 0 | 9 | non qualifiées |